# Fuerte de Santa Cruz de Cíbolo
El fuerte de Santa Cruz de Cíbolo fue un presidio y fuerte novohispano del siglo XVIII en el condado de Karnes, Texas, EE. UU..

## Historia
Fue establecido en 1734 por mandato del gobernador Manuel de Sandoval con una guarnición de veinte soldados procedentes del presidio de Los Adaes para la defensa del territorio. En 1737, ante reiterados ataques apaches, se ordenó su abandono y traslado de la guarnición a San Antonio de Béxar (actual San Antonio). Su propósito era servir de punto de apoyo entre los presidios de San Antonio de Béxar y La Bahía.
Fue reactivado en 1771 como fuerte o destacamento auxiliar de San Antonio dentro de la reorganización de los presidios llevada a cabo por el Reglamento é instrucciones para los presidios que han forman en la linea de frontera de la Nueva España. Aunque no fuera un presidio de frontera propiamente dicho, se construyó como un presidio completo para la protección de los ranchos de la región ante los ataques apaches primero y comanche después. Su presencia reforzaba la seguridad del camino de personas y ganado a las misiones de Espíritu Santo y Rosario. Además, la guarnición del presidio participó en el aprovisionamiento de las campañas de Bernardo de Gálvez en la guerra de Independencia de los Estados Unidos de Inglaterra. Su abandono fue ordenado en 1782, siendo desmantelado para evitar su utilización por los indios enemigos de España. La guarnición fue trasladada al presidio de San Antonio.

## Descripción
Ubicado en una propiedad particular, desde 1991 existe un marcador en Cestohowa (condado de Karnes).